# Anna Krystyna Sarniak
Anna Krystyna Sarniak (ur.: 4 sierpnia 1976) – polska brydżystka, Arcymistrz Międzynarodowy (PZBS), World Master (WBF), European Master (EBL), zawodniczka Bridge24.pl 2.

## Wyniki brydżowe

### Rozgrywki krajowe
Anna Sarniak w rozgrywkach krajowych zdobywała następujące lokaty:
| Mistrzostwa Polski par | Mistrzostwa Polski par | Mistrzostwa Polski par | Mistrzostwa Polski par |
| Rok                    | Kategoria              | Partner                | Pozycja                |
| ---------------------- | ---------------------- | ---------------------- | ---------------------- |
| 2006                   | Miksty                 | Leszek Sztyrak         | 1                      |
| 2001                   | Juniorzy               | Anna Grunt             | 1                      |

| Mistrzowska Majówka | Mistrzowska Majówka | Mistrzowska Majówka | Mistrzowska Majówka |
| Rok                 | Kategoria           | Partner             | Pozycja             |
| ------------------- | ------------------- | ------------------- | ------------------- |
| 2007                | Kobiety             | Grażyna Brewiak     | 1                   |

### Olimiady
Anna Sarniak na Olimpiadach osiągnęła następujące rezultaty:
| Olimpiady brydżowe | Olimpiady brydżowe | Olimpiady brydżowe | Olimpiady brydżowe |
| Rok                | Miejsce            | Kategoria          | Pozycja            |
| ------------------ | ------------------ | ------------------ | ------------------ |
| 2008               | Pekin (WBG)        | Kobiety            | 9                  |
| 2004               | Stambuł            | Kobiety            | 5                  |

### Zawody światowe
W światowych zawodach zdobył następujące lokaty:
| Mistrzostwa Świata. Konkurencja teamów | Mistrzostwa Świata. Konkurencja teamów | Mistrzostwa Świata. Konkurencja teamów                | Mistrzostwa Świata. Konkurencja teamów | Mistrzostwa Świata. Konkurencja teamów | Mistrzostwa Świata. Konkurencja teamów |
| Rok                                    | Miejsce                                | Zawody                                                | Kategoria                              | Drużyna                                | Pozycja                                |
| -------------------------------------- | -------------------------------------- | ----------------------------------------------------- | -------------------------------------- | -------------------------------------- | -------------------------------------- |
| 2013                                   | Nusa Dua                               | 41. Mistrzostwa Świata Teamów                         | Trans                                  | Poland Ladies                          | 36                                     |
| 2013                                   | Nusa Dua                               | 41. Mistrzostwa Świata Teamów                         | Kobiety                                | Poland                                 | 5                                      |
| 2011                                   | Veldhoven                              | 40. Mistrzostwa Świata Teamów                         | Kobiety                                | Poland                                 | 11                                     |
| 2006                                   | Werona                                 | 12. Mistrzostwa Świata                                | Kobiety                                | Poland                                 | 5                                      |
| 2004                                   | Stambuł                                | 3. Transnarodowe Mistrzostwa Świata Teamów Mikstowych | Miksty                                 | Mustafa                                | 43                                     |

| Mistrzostwa Świata. Konkurencja par | Mistrzostwa Świata. Konkurencja par | Mistrzostwa Świata. Konkurencja par | Mistrzostwa Świata. Konkurencja par | Mistrzostwa Świata. Konkurencja par | Mistrzostwa Świata. Konkurencja par |
| Rok                                 | Miejsce                             | Zawody                              | Kategoria                           | Partner                             | Pozycja                             |
| ----------------------------------- | ----------------------------------- | ----------------------------------- | ----------------------------------- | ----------------------------------- | ----------------------------------- |
| 2006                                | Werona                              | 12. Mistrzostwa Świata              | Miksty                              | Leszek Sztyrak                      | 47                                  |
| 2006                                | Werona                              | 12. Mistrzostwa Świata              | Kobiety                             | Grażyna Brewiak                     | 28                                  |
| 2001                                | Stargard                            | 4. Mistrzostwa Świata Par Juniorów  | Juniorzy                            | Anna Grunt                          | 23                                  |

### Zawody europejskie
W rozgrywkach europejskich Anna Sarniak osiągnęła następujące rezultaty:
| Drużynowe Mistrzostwa Europy (Kobiety) | Drużynowe Mistrzostwa Europy (Kobiety) | Drużynowe Mistrzostwa Europy (Kobiety) |
| Rok                                    | Miejsce                                | Pozycja                                |
| -------------------------------------- | -------------------------------------- | -------------------------------------- |
| 2014                                   | Abacja                                 | 5                                      |
| 2008                                   | Pau                                    | 7                                      |
| 2006                                   | Warszawa                               | 7                                      |
| 2004                                   | Malmö                                  | 9                                      |
| 2001                                   | Teneryfa                               | 12                                     |

| Otwarte Drużynowe Mistrzostwa Europy (Kobiety) | Otwarte Drużynowe Mistrzostwa Europy (Kobiety) | Otwarte Drużynowe Mistrzostwa Europy (Kobiety) |
| Rok                                            | Miejsce                                        | Pozycja                                        |
| ---------------------------------------------- | ---------------------------------------------- | ---------------------------------------------- |
| 2007                                           | Antalya                                        | 3                                              |
| 2005                                           | Teneryfa                                       | 5                                              |

| Otwarte Mistrzostwa Europy Par (Kobiety) | Otwarte Mistrzostwa Europy Par (Kobiety) | Otwarte Mistrzostwa Europy Par (Kobiety) | Otwarte Mistrzostwa Europy Par (Kobiety) |
| Rok                                      | Miejsce                                  | Partnerka                                | Pozycja                                  |
| ---------------------------------------- | ---------------------------------------- | ---------------------------------------- | ---------------------------------------- |
| 2007                                     | Antalya                                  | Grażyna Brewiak                          | 5                                        |

| Otwarte Mistrzostwa Europy (Miksty) | Otwarte Mistrzostwa Europy (Miksty) | Otwarte Mistrzostwa Europy (Miksty) | Otwarte Mistrzostwa Europy (Miksty) | Otwarte Mistrzostwa Europy (Miksty) |
| Rok                                 | Zawody                              | Miejsce                             | Partner                             | Pozycja                             |
| ----------------------------------- | ----------------------------------- | ----------------------------------- | ----------------------------------- | ----------------------------------- |
| 2007                                | OME Par                             | Antalya                             | Leszek Sztyrak                      | 13                                  |
| 2002                                | ME Teamów                           | Ostenda                             | Tomasz Winciorek                    | 4                                   |